# 罗曼死
〈羅曼死〉是美国歌手Lady Gaga的歌曲，收錄在她第三張迷你專輯《超人气女魔头》（2009年），此專為其首張專輯《超人气》（2008年）的再版。歌曲由卡卡和RedOne共同創作與製作。隨著試聽帶非法流出，卡卡於2009年10月在亞歷山大·麥昆的2010年巴黎時裝週壓軸秀首演歌曲的最後版本，並在該月晚些時候以《超人气女魔头》的首發單曲發行。〈羅曼死〉是有著口述橋段的電子流行和舞蹈流行歌曲，並受到德國浩室和鐵克諾影響，所以也有發展成實驗流行的趨勢。卡卡借鑑巡演時自己的偏執，寫下了她癡迷於有毒關係的歌詞。
〈羅曼死〉的副歌、拍子和鉤印受到稱讚，而評論界回顧時更稱其為卡卡的最佳歌曲。歌曲在20多個國家取得榜首，並在全球賣出1200萬張，為全球最暢銷單曲之一。歌曲在美國Billboard Hot 100拿下亞軍，獲美國唱片業協會認證為11白金唱片，並於2019年已有590萬次數位下載。〈羅曼死〉贏得葛萊美獎最佳流行女歌手，並獲《滾石》和《Pitchfork》納入年度「最佳」列表，更於2021年被前者列進五百大歌曲。美國心理學會2017年研究耳蟲歌曲旋律的結構模式的期刊中，指出〈羅曼死〉是全世界最具吸引力的歌曲。
〈羅曼死〉的音樂錄影帶由法蘭西斯·羅倫斯執導，講述卡卡被超模下藥並綁架到超現實的白色浴室，之後賣給俄羅斯黑手黨作性奴，最終卡卡燒死買下她的男人。影片的時尚、攝影、服裝和象徵意義得到樂評讚譽，並在2010年短暫成為觀看次數最多的YouTube影片。歌曲入圍十座MTV音樂錄影帶大獎，贏得七座，包括年度音樂錄影帶。影片拿下葛萊美獎最佳音樂錄影帶，並被《告示牌》點名為21世紀最佳音樂錄影帶。卡卡在電視節目、頒獎典禮、巡迴演唱會、常駐秀和第51屆超級盃中場秀演唱〈羅曼死〉。

## 背景與發行

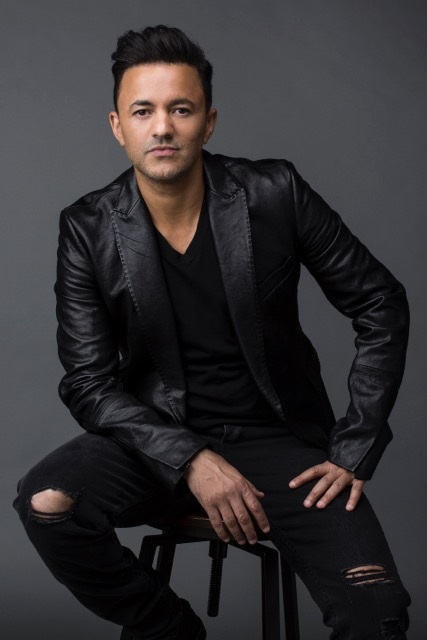
RedOne（攝於2017年）與卡卡共同創作與製作歌曲

Lady Gaga與RedOne為〈羅曼死〉作詞、製作、編曲和提供和聲。RedOne獨挑配器、編程和錄製，與強尼·塞維林（Johny Severin）合作編輯聲音，並與戴夫·羅素（Dave Russell）和埃爾科·貝克（Eelco Bakker）一起負責音訊工程。歌曲由斯派克·斯滕特混音，並由基恩·格里馬爾迪（Gene Grimaldi）後製母帶。〈羅曼死〉在洛杉磯的普蘭特唱片和阿姆斯特丹的FC沃爾維施（FC Walvisch）進行錄製。
在歌曲發行之前，網路於2009年10月2日非法流出試聽帶版本，卡卡因而透過推特評論道：「（這）讓我耳朵流血。你等著聽最終版本」。一天後，卡卡在《週六夜現場》表演、〈愛情遊戲〉和部分〈羅曼死〉。歌曲最後版在亞歷山大·麥昆的2010年巴黎時裝週展秀「柏拉圖的亞特蘭提斯」的壓軸首演，這也是麥昆幾個月死後的遺作。10月19日，〈羅曼死〉以卡卡首張專輯《超人气》（2008年）的再版迷你專輯《超人气女魔头》（2009年）的首發單曲發行。
〈羅曼死〉是卡卡2009年巡演時創作的歌曲。這些曲目有關她在巡演時所面臨的抽象性「怪物」，大多是隱喻自身的偏執狂。卡卡解釋說她常在人際關係中感到孤獨，並癡迷於有毒戀情，這成為這首歌的主題。卡卡在巡迴巴士經過挪威時寫下歌詞，並在接受《紅秀》訪問時延伸創作過程：
「我到俄羅斯，接著去德國，並在東歐呆了很久。當地有很棒的德國浩室鐵克諾音樂，所以我想製作一張實驗流行唱片。我有點想離開80年代（的風格），所以副歌有著90年代的旋律，這（也）是靈感所在，當然創作歌曲時有喝一些威士忌。這（首歌）是關於你愛上最好的朋友。」

## 詞曲
〈羅曼死〉是首電子流行和舞蹈流行歌曲，並受浩室、新浪潮和鐵克諾影響。社會學家馬修·德弗萊姆（Mathieu Deflem）發現搖滾有影響到歌曲。BBC的保羅·萊斯特（Paul Lester）指出這首歌有啟發自銳舞的合聲器音。Musicnotes.com提供的樂譜中，這首歌為四四拍子，每分鐘119拍，並以A小調創作。卡卡演唱時的音域在E3至C5之間。而正歌的和弦進行是Am–C–F–C–G，副歌的則為F–G–Am–C–F–G–E–Am。
德弗萊姆稱卡卡在〈羅曼死〉的歌聲「有時粗獷刺耳，不柔和也不平滑，融合既溫柔又強烈的迥異聲線風格，而輕聲歌唱和大聲尖叫交替出現」。這首歌以卡卡演唱部分副歌開始，接著過渡到「Rah-rah—ah-ah-ah, Roma-roma-ma, Gaga-ooh-la-la」的鉤印，這是她略縮「romance」這個詞的方式。之後歌曲加入了鍵盤。接踵而來的是首段正歌和前副歌，卡卡唱出「You know that I want you / And you know that I need you」（大意：你知道我想的就是你/你也知道我所需要的就是你）。接下來是「聲音宏亮的」副歌，她唱道「You and me could write a bad romance ... / Caught in a bad romance」（大意：我和你就應該寫出一場羅曼死....../要定了這場羅曼死）。

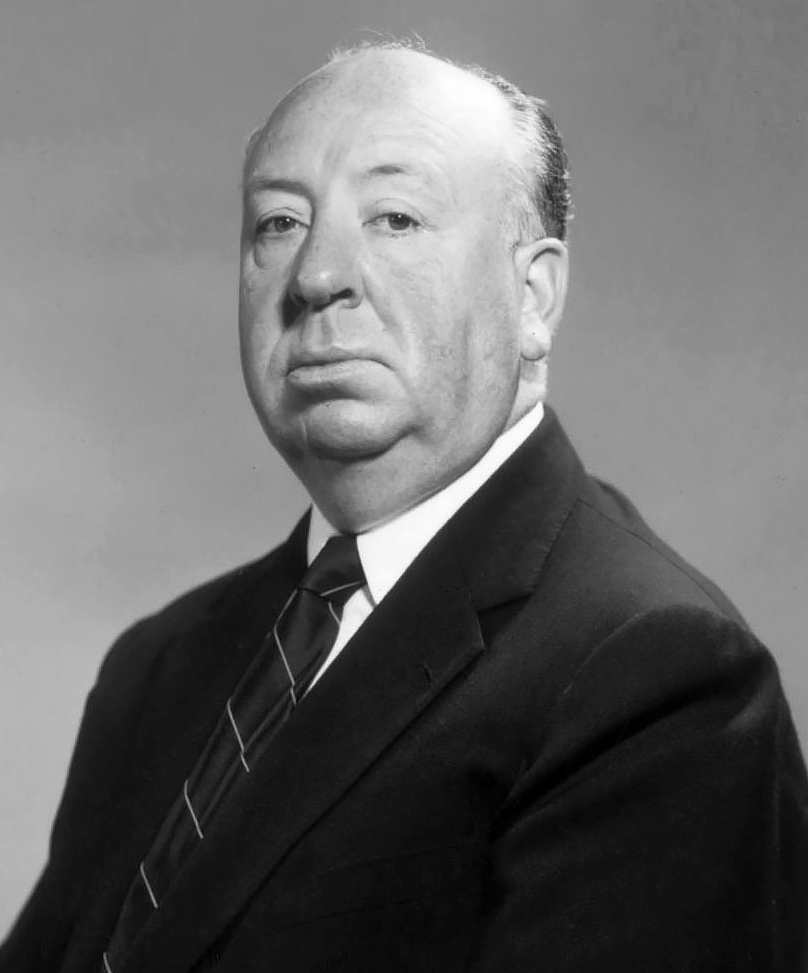
卡卡在歌詞中點名了導演亞弗列·希治閣（圖）的三部電影

評論界指出其他歌曲和藝人對〈羅曼死〉的影響。《偏鋒》的薩爾·琴奎馬尼（Sal Cinquemani）指出1980年代音樂對歌曲的影響。《獨立報》的西蒙·普萊斯和《鳳凰》的丹尼爾·布羅克曼（Daniel Brockman）分別將歌曲與波尼M合唱團和的作品作出比較。卡卡在正歌的「I want your psycho, your vertigo shtick, Want you in my Rear Window, Baby, you're sick」（大意：我要你瘋狂，你點燃了我的慾火，想要你進入我的後窗，寶貝你簡直完美）有列出亞弗列·希治閣的電影，她表示「我真正想說的是我想要你最深處、最黑暗、最病態的部分，而你非常害怕與人分享，（這樣做是）因為我非常愛你」。普萊斯稱歌詞「I want your ugly, I want your disease」（大意：我要你的醜態，我要你的病態）確立了《超人氣魔神》的肅殺基調。
歌詞講述有毒戀情。波士頓公共衛生委員會將其列進「十大不健康關係成分的歌曲榜單」。布羅克曼表示這首歌是「從另一半當中解放出來」的宣言。羅賓·詹姆斯（Robin James）在《復原力與憂鬱：流行樂、女性主義和新自由主義》（Resilience & Melancholy: Pop Music, Feminism, Neoliberalism）解釋標題，表示其並沒有將「壞」事浪漫化，而只是「指出傳統流行曲劇本中『浪漫』的糟糕之處」。
美國研究博士後凱瑟琳·霍恩（Katrin Horn）覺得〈羅曼死〉在兩個層面上發揮作用。由於卡卡粉絲中年輕男女同性戀佔很大比重，歌詞「I don't wanna be friends」（大意：我不想只做朋友）探討了愛上異性戀好朋友的問題，所以會讓他們產生共鳴。另一方面，歌曲把卡卡的「羅曼死」與名利主題化，霍恩將「all your lovers' revenge」（大意：你給的愛就像是一場復仇）解讀成卡卡向粉絲過去偶像的喊話，而「I want your love」（大意：我要你的愛）則是她在現場演出時渴望粉絲的掌聲。

## 專業評價
〈羅曼死〉取得廣泛好評。《娛樂週刊》的莫琳·李·蘭克（Maureen Lee Lanker）將其評為《超人氣魔神》的最佳歌曲。《Pitchfork》、《MTV新聞》和《滾石》都把其列入2009年最佳歌曲，前者稱其為「結構上的史詩」。《新音樂快遞》稱歌曲是2000年代晚旬「最令人難忘的流行單曲」，並覺得其把卡卡推上偶像地位。《Pitchfork》的斯科特·普拉根霍夫（Scott Plagenhoef）在評價專輯時認為歌曲「大概是2009年最好的流行單曲」。
〈羅曼死〉的副歌、拍子和鉤印也備受稱讚。吉爾·考夫曼（Gil Kaufman）讚賞副歌中猛烈轉變至誇張的節拍，《滾石》的喬迪·羅森（Jody Rosen）稱其琅琅上口，《MusicOMH》的邁克爾·哈伯德（Michael Hubbard）稱其為卡卡其中一首最佳歌曲，而《新音樂快遞》的艾米莉·麥凱（Emily Mackay）表示其「如此絕妙的流行，讓百萬個憤怒的吉他手行業相形見絀」。《華爾街日報》的克里斯多福·約翰·法利稱讚鉤印有著「毫無意義」的動聽易記。其他樂評人評論這首歌的性吸引力，讚許其讓卡卡的名字成為「条顿骑士团的必講詞匯」，稱歌曲是「強而有力的歐洲靈魂樂」，並附有「醜惡陰暗面」的夜店友好曲調。
〈羅曼死〉被評論界與卡卡過去單曲（像〈舞力全開〉和〈撲克臉〉）作出比較，批評歌曲無法拿來與之前單曲相提並論，更缺乏它們立刻抓耳的能力。樂評人也比較卡卡與其他藝人。《衛報》的凱蒂·昂皮爾寫道〈羅曼死〉讓「這個執著又沒有個人魅力的意大利裔美國人（卡卡）成為新的麥當娜」，《Spin》的喬什·莫德爾（Josh Modell）認為歌曲憑藉「耳蟲版的無意義歌詞（[r]a-ra-a-a-a, ra-ma, uh-uh-ah!）」，讓其「就像多年來最好的麥當娜歌曲」。《L》的喬恩·布利斯坦（Jon Blistein）覺得其結合了雪兒歌曲、「仿歐洲口音的正歌」和「乏味的口述橋段」。

## 商業表現
〈羅曼死〉於2009年11月14日以143,000次數位下載空降美國Billboard Hot 100第9名。兩週後，歌曲升上第二名，並在這個位置維持了非連續的七週，先後被2009年的的〈帝國之心〉（艾莉西亚·凯斯伴唱）和凱莎的〈跑趴滴答〉奪走冠軍寶座。歌曲在首次升上第二名當週下載銷量增加了49%，這讓其登頂Hot Digital Songs。尼爾森音樂統計指出截止2019年2月，〈羅曼死〉賣出590萬張，加上〈舞力全開〉和〈撲克臉〉，卡卡成為繼後第二位擁有三首500萬銷量單曲的歌手。美國唱片業協會開始將视频串流納入單曲認證清單後，〈羅曼死〉以1100萬的銷量和串流量被認證為11白金唱片。尼爾森廣播數據系統表示其在Pop Songs監控的130個電台有10,859次播放，短暫打破了榜單創立17年來一週播放次數最多的紀錄。卡卡表演完2017年第51屆超級盃中場秀後，〈羅曼死〉重新進入Hot 100第50名和Digital Song Sales第9名。〈羅曼死〉空降Canadian Hot 100第50名，並在隔週衝上第一，被〈跑趴滴答〉取代兩週後，歌曲重回冠軍寶座。〈羅曼死〉以28萬張的下載銷量獲加拿大音樂協會認證為7白金唱片。
〈羅曼死〉在European Hot 100 Singles連續兩週位居第一，並同時在奧地利、丹麥、芬蘭、德國、愛爾蘭、瑞典和挪威位列榜首。〈羅曼死〉空降英國單曲排行榜第14名。2009年12月，歌曲以賣出72,919張登頂榜單，讓卡卡成為首位同年擁有三首冠軍單曲的女藝人。其獲英國唱片業協會認證為雙白金唱片。英國的音像版權有限公司指出〈羅曼死〉是2010年最多播放的歌曲。截至2022年7月，〈羅曼死〉賣出170萬張，當中包括8400萬次串流折算銷量，成為卡卡在英國第三暢銷的單曲。
〈羅曼死〉空降澳洲唱片業協會單曲榜第16名和紐西蘭官方音樂榜第33名。這首歌以28萬張出貨量被澳大利亚唱片业协会認證為4白金唱片。歌曲於2010年在全球賣出970萬張，是當年第二暢銷的曲目，並於2018年以1200萬銷量成為有史以來最畅销单曲之一。

## 音樂錄影帶

### 發展

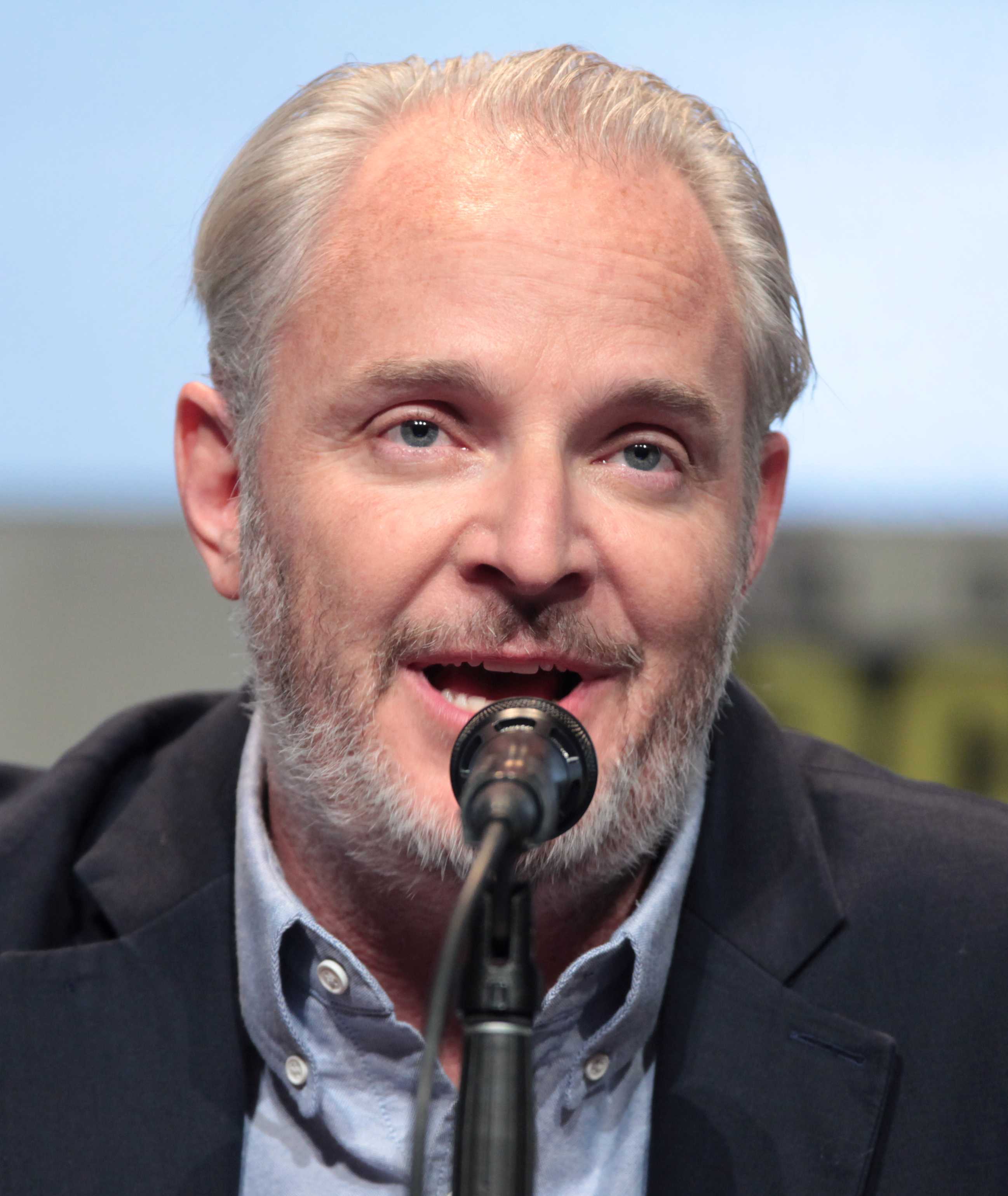
法蘭西斯·羅倫斯（攝於2015年）執導音樂錄影帶

卡卡在接受《滾石》訪問時確認法蘭西斯·羅倫斯是音樂錄影帶的導演，表示她很喜歡最終版本。她解釋：「我就知道（路易斯）作為導演的能力比我要高得多」。她的創意團隊負責藝術指導，而最終版影片於2009年11月10日首播。卡卡描述自己和路易斯合作的經歷：
「我想要個對流行影片有深刻理解的人，因為我與導演合作的最大挑戰為我就是導演，我處理劇本，我掌控時尚，我決定內容，所以很難找到讓予藝人任何形式參與的導演……但我與佛蘭西斯合作時……（真的是）不分彼此的合作。他是個真正的流行影片導演和電影製作人……我知道我給予的最怪異、最瘋狂的想法他都能在影片執行……但其會被大眾理解並跟他們有關。」
卡卡和路易斯共同發展音樂錄影帶的概念。其最初計劃在紐約更精緻的佈景和室外空間拍攝，但由於低預算和沒有植入式廣告，這個想法因而取消。因為卡卡的日程安排，影片在洛杉磯拍了兩天殺青。路易斯在拍攝期間對卡卡的職業道德和創造力印象深刻，並稱讚她的團隊精神、守時和率真。

### 概要

影片的攝影與麥可·傑克森的顫慄相提並論，當中的白色乳膠服啟發自電影《野獸冒險樂園》的狼裝

影片的主要想法是卡卡被超模下藥、綁架，並以100萬盧布賣給俄羅斯黑手黨，背景發生在螢白色浴室。影片開始時卡卡位於明亮的白色房間，戴著刀片眼鏡，坐在白色寶座，背景音樂是约翰·塞巴斯蒂安·巴赫的《賦格曲第24號》。她用iPod喇叭播放〈羅曼死〉，接著出現了間燈光昏暗的浴室，牆上掛著「Bath Haus of GaGa」。當歌曲的首個鉤印響起時，卡卡與其他穿著乳膠衣的女性從棺材般的白色艙體中爬出來，之後開始跳舞。隨後的零碎鏡頭是卡卡對著鏡子自說自唱和躺在浴缸中交替出現。
在副歌的時候，兩名女性把卡卡從浴缸拉了出來，扯下她的上衣，強迫她喝下一杯伏特加。第二段正歌開始，卡卡身穿鑲上鑽石的衣服和皇冠，在一群競標她的男人面前跳起性感舞蹈，並為其中一位（斯洛維尼亞模特尤里·布拉達克飾演）表演膝上舞，這位也給出最高價。當副歌第三次響起，卡卡穿著假北極熊夾克，走向坐在床上解開上衣鈕扣的男人，她看起來十分冷淡，並脫下夾克和太陽眼鏡。男人還坐著時，床開始自燃，卡卡在火前陰險地唱起歌來。影片結束時，她躺在被燒成灰燼的床上，旁邊有一具冒煙的白骨。卡卡身上沾滿灰塵，她噴火胸罩啟動時平靜地抽了根煙。

### 反響
影片的時尚、攝影、未來派佈景和裝束取得讚賞。《華爾街日報》的克里斯多福·約翰·法利稱卡卡是「當今為數不多真正理解壯觀、時尚、震撼、編舞藝術的流行歌星」，就像1980年代的瑪丹娜和麥可·傑克森。《E!》的詹妮弗·卡迪（Jennifer Cady）尤其稱讚她復甦行為藝術，並將想法和關懷投入到作品中。《洛杉磯時報》的托德·馬滕斯（Todd Martens）表達類似的看法，覺得影片「值得拍為長片」。評論界也稱讚她的容貌，認為她的淡妝，且外表「不加修飾」和「真正」的卡卡十分耳目一新。
媒體指出音樂錄影帶讓人聯想到電影（1982年）、電視劇（2008年至2014年）的阿努比斯航空公司（Anubis Airlines）、導演斯坦利·库布里克的作品和麥可·傑克森的〈顫慄〉。之所以與後者有比較是因為棺材艙鏡頭、「焦慮的（......）舞蹈動作」和殭屍般的手臂擺動。法利認為影片的衝突藝術很像傑克森1980年代的作品。《PopMatters》的埃文·索迪（Evan Sawdey）表示尚不清楚卡卡是否故意向〈顫慄〉致敬，還是以此為藉口穿上「人類史上設計的最怪異服裝」。

### 主題分析
卡卡表示影片的人口販賣是隱喻音樂產業將女性視為「商品」。艾米莉·赫伯特（Emily Herbert）在《女神卡卡：人氣背後》（Lady Gaga: Behind the Fame）比較影片的深層主題與《超人氣魔神》的主題（卡卡與名氣的關係），她寫道「這就是卡卡為了渴求名氣而必須付出的代價嗎？她是否感覺自己不得不以某種方式賣淫？這些主題都圍繞著性、頹廢、腐敗、酒精，甚至香煙，（以及）21世紀社會最大的禁忌也存在，言下之意是......毒品」。
MTV新聞的喬斯林·維納（Jocelyn Vena）和《Slate》的特洛伊·彼得森（Troy Peterson）都認為影片具有象徵意義。當卡卡開始立《超人氣》影片角色的人設時，她會立馬被綁架、被下藥，並變成「超級性感且有點怪異的《超人氣魔神》版本」。維納詮釋成卡卡重塑自己，成為喜歡「突破界限和探索各種性癖好」的人，同時覺得影片證明了卡卡的藝人光彩，並她用這些视频來形象化自己展開新的職業生涯篇章。彼得森發現影片中有宗教象徵意義，例如他認為卡卡躺在浴缸代表洗禮，而拿著馬丁尼的女性則在行聖餐禮。
影片的風格、時尚和物品都有拿來分析。卡卡戴的刀片太陽眼鏡刻劃出硬朗的女性靈魂，她因此解釋：「它的意思是『這是我的盾牌，這是我的武器，這是我內心的名譽感，這是我的怪獸』」。羅賓·詹姆士認為卡卡影片的風格深受哥德時尚和美學的影響，包括維多利亞風格的傢俱和刀片眼鏡。卡卡透過形象化「哥特怪物」來展示性規範和身分，並呈現出自己克服的困難，例如影片的「Bath Haus of GaGa」暗指英國哥特樂團包豪斯，及她的裸體強調了自己「怪誕的」瘦弱身體和像爬行動物背上脊椎的椎骨。詹姆士把「噁心、扭曲、駭人身體和動作」與卡卡具有性別偏見的臉聯繫在一起，並稱影片是卡卡在「征服男性凝視、販賣婦女和強暴文化」，感覺卡卡的「昆蟲」裝和亞歷山大·麥昆類似龍蝦爪的12英吋（300毫米）高犰狳鞋有強調這一點，並談到女螳螂在交配後會吃掉雄性伴侶。大眾媒體理論家保羅·赫加蒂認為穿著高跟鞋的卡卡結合了支配與臣服：鞋子的高度限制了她的動作，代表了臣服；但她穿著高跟鞋行走的能力，則代表顛覆性的支配，因此這部音樂錄影帶「將帶支配權的同謀視為克服它們的方式」。
評論界分析結尾時卡卡擊敗反派。卡卡在跟綁架者發生性關係後，用閃亮的噴火胸罩燒死了他。馬修·德弗萊姆表示胸罩代表卡卡對社會的想法，即當女性乳房只是身體的一部分時，把其視為「武器」。作家安妮特·林奇（Annette Lynch）表示胸罩象徵賦權，並寫道卡卡用性能力來打敗壞人。這幕時卡卡平靜地抽著煙，《LGBT青年杂志》的吉拉德·帕德娃（Gilad Padva）表示她喜歡與綁架者發生性行為，這個男人被「飢渴」且「桀骜不驯的女人」利用完死亡，而她以自己的滿足優先，並非想取悅男性伴侶。詹妮弗·M·桑托斯（Jennifer M. Santos）在《女神卡卡的演出身分：批評文章》（The Performance Identities of Lady Gaga: Critical Essays）表示卡卡壓到俘虜她的人，而重新定義性別角色，並動搖男性對「戀物窺淫」和「性虐待窺視癖」的幻想，像是卡卡很明顯地幾乎脫光衣物，被迫在買家面前跳舞。

## 榮譽與影響
2011年，〈羅曼死〉為卡卡贏得葛萊美獎最佳流行女歌手。2015年，《告示牌》稱歌曲是「最偉大的Hot 100熱門亞軍單曲」，並認為其是「現代經典」。《美学、创造力和艺术心理学》出版的2017年期刊研究了耳蟲歌曲旋律的結構模式，3000名參加者選出最吸引人的曲目，當中〈羅曼死〉排名第一。2021年，《滾石》將〈羅曼死〉列入五百大歌曲。《告示牌》在隔年把其列為「有史以來最好的百首卡拉OK歌曲」。
《貝爾法斯特電訊報》、《滾石》、《告示牌》、《衛報》、《獨立報》、《禿鷲》、《Uproxx》和《魅力》認為〈羅曼死〉是卡卡的最佳歌曲。《禿鷲》認為其定義了2000年晚期，並讓「她完整蛻變成真正無所畏懼、包羅萬象的藝人」。《滾石》覺得這首歌是典型的「卡卡特徵精髓」，而《告示牌》認為其抓住了「她華而不實的美學、大膽的詞曲創作、歌詞上的藻麗和戲劇性的歌唱天賦」。《Uproxx》表示這首歌的元素影響了卡卡的後期作品——「純粹的流行樂旋律、致敬她對80和90年代舞曲的熱愛、參考流行文化（......）電台友好的副歌（讓歌曲）像蜂蜜黏在排行榜，及大量『WTF』的古怪東西讓這個歌手做好本職工作」。作家康斯坦丁·查齊帕帕西奧多里迪斯（Constantine Chatzipapatheodoridis）稱〈羅曼死〉是《超人氣魔神》的標誌性歌曲，其中卡卡沈浸在「她『瘋狂藝術家』的非寫實形象」，並挑戰傳統的性別規範和性本身。
2010年5月，〈羅曼死〉是首部在YouTube達到2億觀看次數的影片，短暫成為最多觀看次數的影片。2019年1月，影片達到10億觀看次數。其入圍2010年MTV音樂錄影帶大獎十座獎項，包括最佳藝術指導、最佳視覺效果和最佳攝影，最後贏得年度音樂錄影帶、最佳女歌手音樂錄影帶、最佳流行音樂錄影帶、最佳舞曲音樂錄影帶、最佳導演、最佳剪輯和最佳編舞，並與的〈大鎚〉共同締造MTV音樂錄影帶大獎歷史上單部影片入圍最多獎項的紀錄。〈羅曼死〉拿下葛萊美獎最佳音樂錄影帶。《時代》將〈羅曼死〉列入1980年代以來最佳音樂錄影帶名單，而克萊爾·蘇達斯（Claire Suddath）稱即使卡卡之後的影片更加精緻，〈羅曼死〉還是她最佳。
《告示牌》的史蒂芬·道（Stephen Daw）在談到卡卡2011年歌曲〈天生完美〉對2010年代的影響時，稱〈羅曼死〉的音樂錄影帶是「文化衝擊的時刻」。2011年，歌曲被《告示牌》讀者票選為最佳2000年代音樂錄影帶，以微弱差距擊敗布蘭妮·斯皮爾斯的〈中你的毒〉。影片在同份雜誌的21世紀百大音樂錄影帶榜單位列第一，並認為其建立了卡卡的粉絲群「小怪獸」，同時在榜單中寫道「其讓我們得以窺見整個同等愉快又精神不正常的影片世界，擴大了音樂錄影帶的可能性，並同時挑戰其他明星加快這場遊戲的速度（......）她在〈羅曼死〉採用了偉大音樂錄影帶的舊標準，將其點燃後，接著著手打造新標準」。2021年，《滾石澳洲版》把影片列入有史以來百大音樂錄影帶。

## 現場演出

卡卡在改進版惡魔舞會巡迴演唱會身穿鏡面裙子和頭飾演唱歌曲（攝於2010年）

卡卡於2009年10月在《週六夜現場》首次演唱〈羅曼死〉，並穿著被稱為「球體」（"The Orb"）的服裝。她在電視劇的〈迪斯可棒的最後一天〉一集中穿著35英尺（11米）長的裙子表演這首歌曲，卡卡在接受MTV訪問時表示自己為了不想讓演出與故事情節是兩回事，所以與編劇合作將其融入劇情。這集講述角色舉辦的私人派對中，卡卡從兩扇巨大的門出現後爬上梯子，而梯子象徵厄運。
卡卡在2009年全美音樂獎表演〈羅曼死〉，她穿著有白色滾邊的肉色緊身連體衣，嵌入閃爍的燈光，從而模仿胸廓和脊柱，並在表演期間用麥克風架打破玻璃門。卡卡在（2009年11月）、（2009年11月）、《英國版X音素》（2009年12月）、（2010年1月）和《今天》（2010年7月）等電視節目演唱歌曲。2011年5月，她在卡萊爾的廣播一台大週末和《早安美國》演唱〈羅曼死〉。後者的表演舞台中央有蒸汽洶湧而出，她戴著安全帶飛進場。隨著歌曲開始，她換上貼有黑色氈片的紅色網眼長襪、紅色緊身衣和黑色蕾絲靴子，而ABC新聞的凱蒂·金德蘭（Katie Kindelan）評論這是卡卡的「標誌性駭人時尚」。

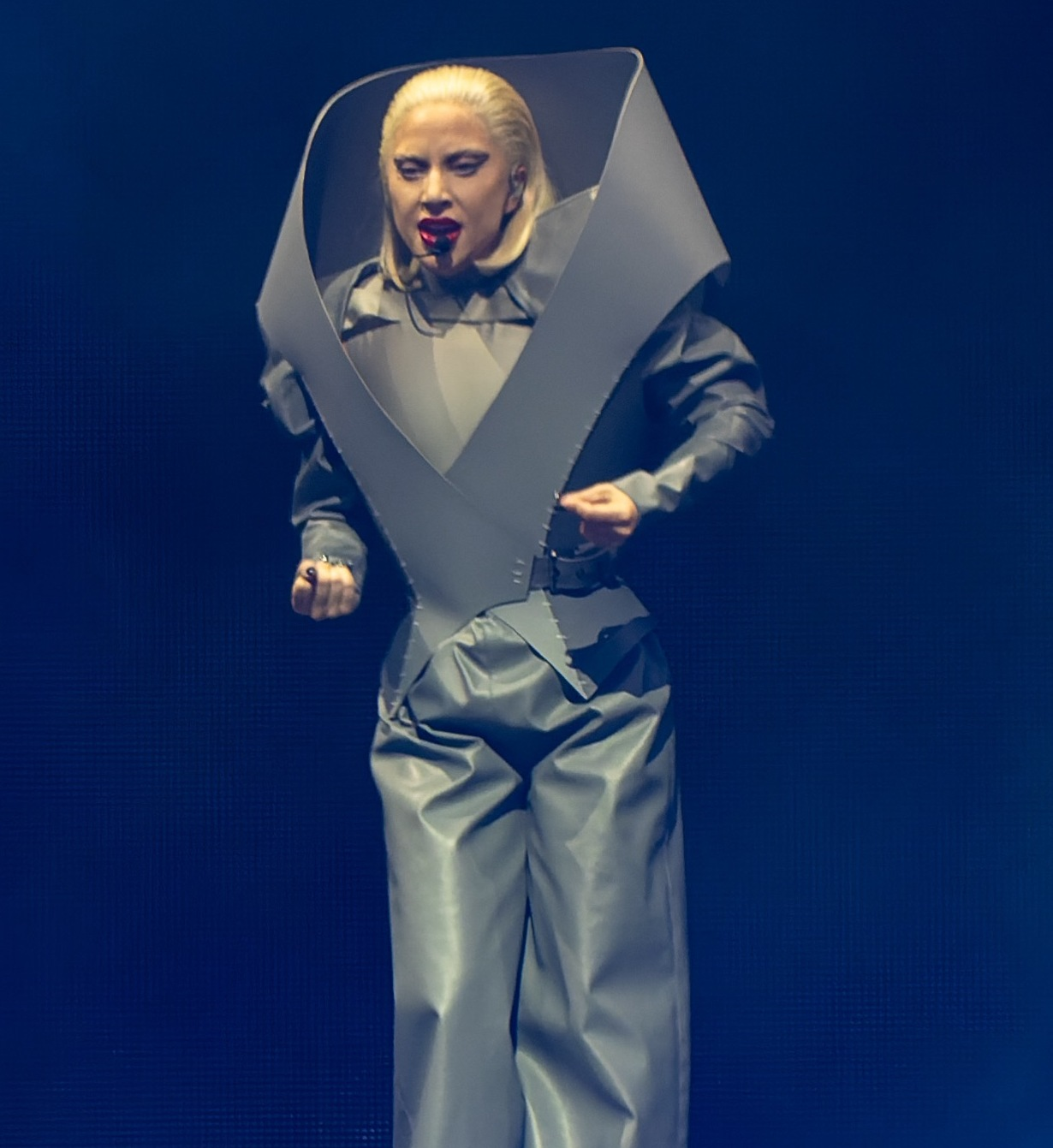
卡卡在2022年神彩狂歡舞會將〈羅曼死〉作開場曲，這個選擇被認為「大膽」

〈羅曼死〉是卡卡全球性演唱會惡魔舞會巡迴演唱會（2009至2011年）的最後一首歌曲。她在演出的早期版本時穿著1980年代風格的白色高肩權力套裝和高腰褲。在改進後的2010至2011年巡演中，她穿著鏡面裙子和頭飾，站在舞台內的陀螺儀。《河濱時報》的戴安娜·貝納蒂（Diana Benati）在聊到卡卡的「雄心壯志和對粉絲的熱愛」時，寫道「很少人在這顆小小的藍色彈珠上有能力或機會每天影響這麼多人。她偷了（......所有人的）心」。卡卡在天生完美狂歡舞會（2012至2013年）從蛋破殼而出後演唱〈羅曼死〉。ABS-CBNnews.com的米格爾·杜馬瓦爾（Miguel Dumaual）覺得卡卡的演出「有點受到太多自舞自唱和全方位臀部扭動的影響」。卡卡還在2014年流行藝術巡迴演唱會穿著銳舞風格服裝表演這首曲子。同年，她在西南偏南演唱鄉村版〈羅曼死〉，並在女神卡卡玫瑰島舞廳現場演唱會表演歌曲時身繫佈滿玫瑰的偍他。
2016年7月，卡卡在新泽西州肯頓BB&T體育館舉辦的2016年民主黨全國代表大會演唱會表演〈羅曼死〉、〈你和我〉和披頭四樂隊的〈一起來〉組合曲。四個月後，她出現在的節目，並與主持人共同演唱歌曲。卡卡以〈羅曼死〉結束第51屆超級盃中場秀，穿著銀色亮片服裝、墊肩夾克和熱褲。這首歌與〈撲克臉〉是卡卡於2017年領銜科切拉音樂節時的週末安可。卡卡在喬安世界巡迴演唱會（2017至2018年）表演〈羅曼死〉，身穿摺紙質感的白色夾克和鑲滿水晶的連體緊身衣，搭配白色羽毛化妝舞會面具和朱塞佩萨诺第短靴。她在第42屆多倫多國際電影節用鋼琴演奏了這首歌，之後其個人紀錄片舉行全球首映。
卡卡在駐場秀女神卡卡密碼+爵士與鋼琴（2018至2022年，分成兩場表演）演唱這首歌曲。她在「密碼」部分演唱〈羅曼死〉時穿著香檳金服裝，而在「爵士與鋼琴」部分則演繹了原質版。〈羅曼死〉是卡卡2022年體育場巡演神彩狂歡舞會的開場曲，她演出時身穿皮革石棺式服裝，前奏是巴哈的《賦格曲第24號》，與歌曲的音樂錄影帶類似。《新音樂快遞》的尼克·萊文（Nick Levine）認為演唱會以〈羅曼死〉開場，再加上她的爆款歌曲〈撲克臉〉和〈舞力全開〉，可見卡卡有「勇氣」，而這個選擇「聰明又大膽」。

## 翻唱
2010年3月29日，30秒上火星在BBC廣播一台現場休息室翻唱這首歌曲，並在英國搖滾榜排第11名。歌手莉絲在YouTube發佈自己的翻唱，並獲得大卫·林奇讚賞。歌舞電視劇的演員在一集中穿上了卡卡的服裝來表演這首歌，於2010年6月上榜Billboard Hot 100第54名。琳达·佩里在第46屆詞曲作者名人堂獎以慢速演唱這首歌，之後東尼·班奈特把當代偶像獎頒給卡卡。杰弗里·拉什在國家地理頻道歷史詩選劇的宣傳片飾演阿爾伯特·愛因斯坦，並短暫用小提琴演奏〈羅曼死〉，這個廣告片在卡卡中場秀後立刻在第五十一屆超級盃期間播出。

## 曲目列表與形式
| 數位下載 1. 〈羅曼死〉 – 4:54 數位迷你專輯 1. 〈羅曼死〉 – 4:54 2. 〈羅曼死〉（Hercules & Love Affair Remix） – 5:11 3. 〈羅曼死〉（Chew Fu Remix） – 7:14 4. 〈羅曼死〉（Starsmith Remix） – 4:55 5. 〈羅曼死〉（Music Video） – 5:14 歐洲CD單曲 1. 〈羅曼死〉（Radio Edit） – 4:24 2. 〈羅曼死〉（Main） – 4:54 德國數位下載 – 重混版 1. 〈羅曼死〉（Radio Edit） – 4:21 2. 〈羅曼死〉（Chew Fu Remix） – 7:13 3. 〈羅曼死〉（Starsmith Remix） – 4:55 4. 〈羅曼死〉（Grum Remix） – 4:50 5. 〈羅曼死〉（Bimbo Jones Radio Remix） – 3:58 6. 〈羅曼死〉（Hercules & Love Affair Remix） – 5:11 7. 〈羅曼死〉（Hercules & Love Affair Dub Remix） – 5:11 8. 〈羅曼死〉（Music Video） – 5:14 | 美國數位迷你專輯 – 重混版 1. 〈羅曼死〉（Chew Fu H1N1 Fix） – 7:14 2. 〈羅曼死〉（Kaskade Remix） – 4:20 3. 〈羅曼死〉（Bimbo Jones Radio Remix） – 3:58 4. 〈羅曼死〉（Skrillex Remix） – 4:23 美國CD單曲 – 重混版 1. 〈羅曼死〉（Chew Fu H1N1 Fix） – 7:14 2. 〈羅曼死〉（Kaskade Remix） – 4:20 3. 〈羅曼死〉（Bimbo Jones Remix） – 3:58 4. 〈羅曼死〉（Skrillex Remix） – 4:23 5. 〈羅曼死〉（Grum Remix） – 4:51 6. 〈羅曼死〉（Richard Vission Remix） – 5:23 7. 〈羅曼死〉（Hercules & Love Affair Remix） – 5:12 美國數位迷你專輯 – 重混版第二部分 1. 〈羅曼死〉（Grum Remix） – 4:50 2. 〈羅曼死〉（Richard Vission Remix） – 5:22 3. 〈羅曼死〉（Hercules & Love Affair Remix） – 5:12 4. 〈羅曼死〉（Hercules & Love Affair Dub Remix） – 5:12 5. 〈羅曼死〉（DJ Dan Remix） – 3:44 |

## 參與名單
人員來自《超人氣魔神》的內頁說明。
錄製地點
- 普蘭特唱片（英语：Record Plant）（洛杉磯）、FC沃爾維施（阿姆斯特丹）錄製
- 綠洲母帶（Oasis Mastering，加州柏本克）製作母帶

人員
- 女神卡卡 – 主唱、製作、聲音編寫、和聲
- 納蒂·「RedOne」·哈亞特 – 製作、聲音編輯、聲音編寫、和聲、音訊工程、樂器、編程、錄製
- 強尼·塞維林 – 聲音編輯
- 戴夫·羅素 – 音訊工程
- 埃爾科·貝克 – 音訊工程
- 馬克·「斯派克」·斯滕特（英语：Mark Stent） – 混音（英语：audio mixing (recorded music)）
- 基恩·格里馬爾迪 – 母帶製作

## 榜單成績
| 排行榜（2009至2013年）                            | 最高 排名 |
| ------------------------------------------------- | --------- |
| 澳大利亚（澳大利亚唱片业协会單曲榜）              | 2         |
| 澳洲（澳洲唱片業協會舞曲榜）                      | 1         |
| 奥地利（Ö3四十强单曲榜）                          | 1         |
| 比利时佛兰德（Ultratop五十强单曲榜）              | 2         |
| 比利时瓦隆（Ultratop五十强单曲榜）                | 3         |
| 巴西（百強電台榜）                                | 4         |
| 保加利亞（保加利亞音樂製作人協會）                | 1         |
| 加拿大（Canadian Hot 100）                        | 1         |
| 加拿大（《告示牌》Canada AC）                     | 23        |
| 加拿大（《告示牌》Canada CHR）                    | 1         |
| 加拿大（《告示牌》Canada Hot AC）                 | 1         |
| 捷克（電台百強單曲榜）                            | 1         |
| 丹麥（Hitlisten单曲榜）                           | 1         |
| 歐洲（《告示牌》European Hot 100 Singles）        | 1         |
| 芬兰（芬蘭官方單曲榜）                            | 1         |
| 法国（法國唱片出版業公會單曲榜）                  | 1         |
| 德国（德國官方單曲榜）                            | 1         |
| 全球（《告示牌》Global Dance Songs）              | 1         |
| 希臘（《告示牌》Greece Digital Song Sales）       | 1         |
| 匈牙利（四十强电台榜）                            | 1         |
| 匈牙利（四十強單曲榜）                            | 2         |
| 匈牙利（四十強舞曲榜）                            | 1         |
| 冰島（冰島國家廣播公司）                          | 1         |
| 愛爾蘭（愛爾蘭唱片音樂協會单曲榜）                | 1         |
| 以色列（媒体森林）                                | 1         |
| 意大利（意大利音乐产业联盟）                      | 1         |
| 日本（Japan Hot 100）                             | 4         |
| 盧森堡（《告示牌》Luxembourg Digital Song Sales） | 2         |
| 墨西哥（Mexico Airplay）                          | 1         |
| 荷兰（荷蘭四十強單曲榜）                          | 10        |
| 荷兰（百强单曲榜）                                | 7         |
| 新西兰（新西兰唱片音乐协会单曲榜）                | 2         |
| 挪威（世道單曲榜）                                | 1         |
| 波蘭（波蘭五十強舞曲榜）                          | 3         |
| 葡萄牙（《告示牌》Portugal Digital Song Sales）   | 2         |
| 羅馬尼亞（羅馬尼亞電台榜）                        | 1         |
| 羅馬尼亞（羅馬尼亞電視電台榜）                    | 1         |
| 俄羅斯（Tophit電台榜）                            | 1         |
| 蘇格蘭（官方榜单公司單曲榜）                      | 1         |
| 斯洛伐克（電台百強單曲榜）                        | 1         |
| 南韓（加翁國際單曲榜）                            | 27        |
| 南韓（加翁國際單曲榜） 卡斯科重混版               | 16        |
| 西班牙（西班牙音樂製作協會）                      | 1         |
| 瑞典（瑞典最熱榜）                                | 1         |
| 瑞士（瑞士热门音乐榜）                            | 2         |
| 英國（官方榜单公司單曲榜）                        | 1         |
| 美国（《告示牌》百大單曲榜）                      | 2         |
| 美國（《告示牌》成人當代單曲榜）                  | 20        |
| 美國（《告示牌》Adult Pop Airplay）               | 7         |
| 美國（《告示牌》Dance Club Songs）                | 1         |
| 美國（《告示牌》Dance/Mix Show Airplay）          | 1         |
| 美國（《告示牌》热门拉丁歌曲）                    | 13        |
| 美國（《告示牌》Pop Airplay）                     | 1         |
| 美國（《告示牌》Rhythmic Songs）                  | 6         |

| 排行榜（2017年）                             | 最高 排名 |
| -------------------------------------------- | --------- |
| 美國（《告示牌》Hot Dance/Electronic Songs） | 6         |

| 排行榜（2009年）                       | 排名 |
| -------------------------------------- | ---- |
| 澳洲（澳洲唱片業協會單曲榜）           | 31   |
| 澳洲（澳洲唱片業協會舞曲榜）           | 9    |
| 奧地利（Ö3四十大單曲榜）               | 27   |
| 比利時法蘭德斯（Ultratop五十大單曲榜） | 86   |
| 丹麥（Tracklisten）                    | 42   |
| 匈牙利（四十大電台榜）                 | 133  |
| 匈牙利（四十強舞曲榜）                 | 70   |
| 愛爾蘭（愛爾蘭唱片音樂協會）           | 10   |
| 義大利（義大利音樂產業聯盟）           | 18   |
| 紐西蘭（紐西蘭官方音樂榜）             | 29   |
| 俄羅斯（Tophit電台榜）                 | 115  |
| 瑞典（瑞典最熱榜）                     | 12   |
| 英國（官方榜單公司單曲榜）             | 17   |

| 排行榜（2010年）                       | 排名 |
| -------------------------------------- | ---- |
| 澳洲（澳洲唱片業協會單曲榜）           | 26   |
| 澳洲（澳洲唱片業協會舞曲榜）           | 4    |
| 奧地利（Ö3四十大單曲榜）               | 9    |
| 比利時法蘭德斯（Ultratop五十大單曲榜） | 31   |
| 比利時瓦隆（Ultratop五十大單曲榜）     | 10   |
| 加拿大（Canadian Hot 100）             | 3    |
| 丹麥（Tracklisten）                    | 28   |
| European Hot 100 Singles（《告示牌》） | 1    |
| 法國（法國唱片出版業公會單曲榜）       | 11   |
| 德國（德國官方單曲榜）                 | 17   |
| 匈牙利（四十大電台榜）                 | 5    |
| 匈牙利（四十強舞曲榜）                 | 7    |
| 愛爾蘭（愛爾蘭唱片音樂協會）           | 12   |
| 義大利（義大利音樂產業聯盟）           | 9    |
| 日本（Japan Hot 100）                  | 26   |
| 荷蘭（荷蘭四十大單曲榜）               | 54   |
| 荷蘭（百大單曲榜）                     | 57   |
| 紐西蘭（紐西蘭官方音樂榜）             | 31   |
| 羅馬尼亞（羅馬尼亞百強單曲榜）         | 13   |
| 俄羅斯（Tophit電台榜）                 | 17   |
| 西班牙（西班牙音樂製作協會）           | 6    |
| 瑞典（瑞典最熱榜）                     | 15   |
| 瑞士（瑞士熱門音樂榜）                 | 13   |
| 英國（官方榜單公司單曲榜）             | 30   |
| 美國（Billboard Hot 100）              | 8    |
| 美國（《告示牌》Adult Contemporary）   | 48   |
| 美國（《告示牌》Adult Top 40）         | 27   |
| 美國（《告示牌》Dance Club Songs）     | 2    |
| 美國（《告示牌》Hot Latin Songs）      | 64   |
| 美國（《告示牌》Mainstream Top 40）    | 3    |
| 美國（《告示牌》Rhythmic Songs）       | 28   |

| 排行榜（2017年）                             | 排名 |
| -------------------------------------------- | ---- |
| 美國（《告示牌》Hot Dance/Electronic Songs） | 42   |

| 排行榜（2010至2019年）    | 排名 |
| ------------------------- | ---- |
| 美國（Billboard Hot 100） | 84   |

| 排行榜（1958至2018年）    | 排名 |
| ------------------------- | ---- |
| 美國（Billboard Hot 100） | 418  |

## 銷量認證
}}
| 地區                                                       | 认证     | 认证单位/销量 |
| ---------------------------------------------------------- | -------- | ------------- |
| 澳大利亚（澳大利亚唱片业协会）                             | 4× 白金  | 280,000^      |
| 比利时（比利時唱片音樂協會）                               | 金       | 15,000*       |
| 加拿大（加拿大音乐协会）                                   | 7× 白金  | 280,000*      |
| 丹麦（國際唱片業協會丹麥分會）                             | 白金     | 30,000^       |
| 法国（法國唱片出版業公會）                                 | 白金     | 250,000*      |
| 德国（聯邦音樂產業協會）                                   | 3× 金    | 450,000‡      |
| 意大利（意大利音乐产业联盟）                               | 2× 白金  | 40,000*       |
| 日本（日本唱片協會） 數位單曲                              | 金       | 100,000*      |
| 日本（日本唱片協會） 鈴聲                                  | 金       | 100,000*      |
| 新西兰（新西兰唱片音乐协会）                               | 2× 白金  | 30,000*       |
| 挪威（國際唱片業協會挪威分会）                             | 8× 白金  | 480,000‡      |
| 西班牙（西班牙音樂製作協會）                               | 2× 白金  | 80,000*       |
| 瑞典（瑞典唱片業協會）                                     | 2× 白金  | 40,000‡       |
| 瑞士（國際唱片業協會瑞士分会）                             | 白金     | 30,000^       |
| 英国（英国唱片业协会）                                     | 2× 白金  | 1,700,000     |
| 美国（美國唱片業協會）                                     | 11× 白金 | 5,900,000     |
| 總計                                                       |          |               |
| 全球                                                       | —        | 12,000,000    |
| *僅含認證的實際銷量 ^僅含認證的出貨量 ‡僅含認證的+實際銷量 |          |               |

## 發行歷史
| 國家或地區 | 日期           | 形式         | 版本           | 廠牌   | 參考    |
| ---------- | -------------- | ------------ | -------------- | ------ | ------- |
| 法國       | 2009年10月23日 | 數位下載     | 原版           | 新視鏡 | [ 273 ] |
| 愛爾蘭     | 2009年10月23日 | 數位下載     | 原版           | 环球   | [ 274 ] |
| 英國       | 2009年10月25日 | 數位下載     | 原版           | 环球   | [ 275 ] |
| 美國       | 2009年10月26日 | 數位下載     | 原版           | 新視鏡 | [ 276 ] |
| 芬蘭       | 2009年10月27日 | 數位下載     | 原版           | 環球   | [ 277 ] |
| 德國       | 2009年10月27日 | 數位下載     | 原版           | 環球   | [ 278 ] |
| 挪威       | 2009年10月27日 | 數位下載     | 原版           | 環球   | [ 279 ] |
| 西班牙     | 2009年10月27日 | 數位下載     | 原版           | 環球   | [ 280 ] |
| 瑞典       | 2009年10月27日 | 數位下載     | 原版           | 環球   | [ 277 ] |
| 美國       | 2009年11月10日 | 當代流行電台 | 原版           | 新視鏡 | [ 281 ] |
| 多國       | 2009年12月21日 | 數位下載     | 重混版         | 新視鏡 | [ 282 ] |
| 美國       | 2010年1月12日  | CD單曲       | 重混版         | 新視鏡 | [ 163 ] |
| 多國       | 2010年2月9日   | 數位下載     | 重混版第二部分 | 新視鏡 | [ 165 ] |

## 文獻
- Chatzipapatheodoridis, Constantine. . Intellect Books. 2021. ISBN 978-1-789-38437-6.
- Deflem, Mathieu. . Palgrave Macmillan. 2017. ISBN 978-1-137-58468-7.
- Herbert, Emily. . . The Overlook Press. 2010: 213–224. ISBN 978-1-590-20423-8.
- Horn, Katrin. . . Palgrave Macmillan. 2017: 193–252. ISBN 978-3-319-64845-3.
- Iddon, Martin; Marshall, Melanie L. (编). . Routledge Studies in Popular Music. Routledge. 2014. ISBN 978-1-134-07987-2.
  - Gray, Sally; Rutnam, Anusha. . Her Own Real Thing: Lady Gaga and the House of Fashion. Routledge: 43–66. 2014. ISBN 978-1-134-07987-2.
  - Hegarty, Paul. . Routledge Studies in Popular Music.  and the Drop: Eroticism High and Low. Routledge: 82–93. 2014. ISBN 978-1-134-07987-2.
- Jakubowski, Kelly; Finkel, Sebastian; Stewart, Lauren; Müllensiefen, Daniel.  (PDF). Psychology of Aesthetics, Creativity, and the Arts (American Psychological Association). 2017-05, 11 (2): 122–135  [2022-12-21]. doi:10.1037/aca0000090. （原始内容存档 (PDF)于2022-10-04）.
- James, Robin. . . John Hunt Publishing. 2015: 133–173. ISBN 978-1-782-79461-5.
- Lynch, Annette. . . A & C Black. 2012: 37–54. ISBN 978-1-472-52013-5.
- Padva, Gilad. . Journal of LGBT Youth (Palgrave Macmillan). 2018-01-02, 15 (1): 173–199. ISBN 978-1-137-26633-0. doi:10.1057/9781137266347.
- Santos, Jennifer M. . Gray II, Richard  (编). . McFarland & Company. 2012: 52–73. ISBN 978-0-786-46830-0.